# Gigi Savoia

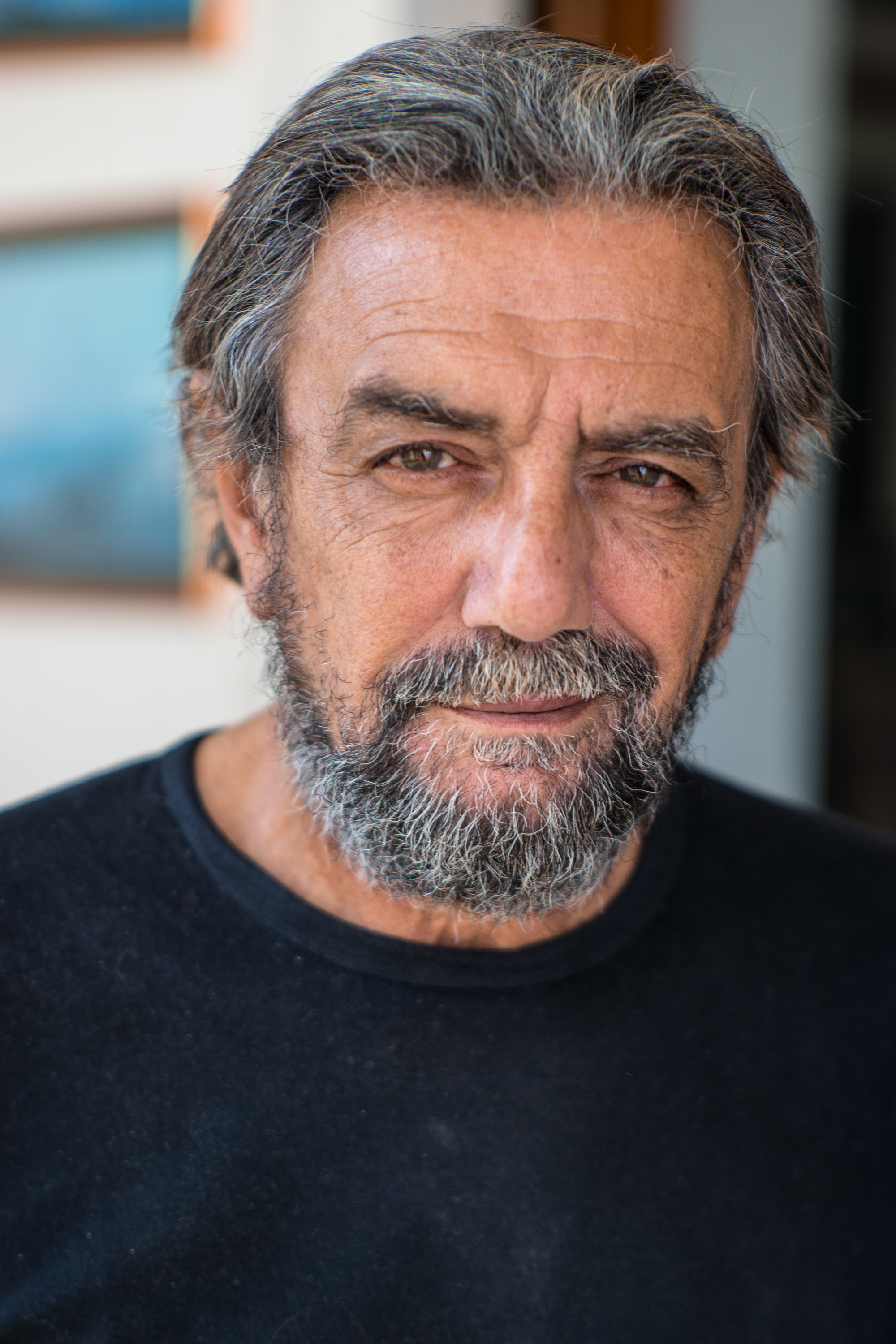
Gigi Savoia, 2016

Gigi Savoia (* 30. November 1954 in Neapel) ist ein italienischer Schauspieler und Theaterregisseur.

## Leben
1980 lieferte Savoia sein Debüt mit dem Theaterschauspiel Pescatori Raffaele Viviani unter der Regie von Mariano Rigillo und im Jahr darauf mit L’arbitro. Er traf Eduardo De Filippo, mit dem vier Jahre lang an Ditegli sempre di sì, Chi è cchiu' felice 'e me!, Tre cazune fortunate und Il turco napoletano zusammenarbeitete.
Einem breiteren deutschen Publikum wurde er durch seine Rolle als Familienvater in Fatih Akıns Solino bekannt.
Zurzeit ist Savoia bei der Theaterkompanie Luca De Filippo engagiert, wo er seit 2003 unter Regie von Francesco Rosi in Stücken von Eduardo De Filippo auftritt: Von 2003 bis 2006 in Napoli milionaria! und seit 2006 in Le voci di dentro.

## Filmografie
- 1986: Terno Secco – (Regie von Giancarlo Giannini)
- 1989: Scugnizzi – (Regie von Nanni Loy)
- 1993: Pacco, doppio pacco e contropaccotto – (Regie von Nanni Loy)
- 1993: Malesh (Regie von Angelo Cannavacciuolo) als Ernesto
- 1999: Prima del tramonto (Regie von Stefano Incerti) als Vito Gambulaga
- 2002: Solino (Regie von Fatih Akın) als Romano Amato
- 2003: Il mare, non c'è paragone (Regie von Eduardo Tartaglia) als Augusto

## Theaterengagements
- 1980: Pescatori (Regie von Mariano Rigillo)
- 1981: L’arbitro (Regie von Mariano Rigillo)
- 1981: Ditegli sempre di sì (Regie von Eduardo De Filippo)
- 1982: Chi è cchiu' felice 'e me! (Regie von Eduardo De Filippo)
- 1983: Tre cazune fortunate (Regie von Eduardo De Filippo)
- 1983: Il turco napoletano (Regie von Eduardo De Filippo)
- 1984: La bisbetica (Regie von Giancarlo Sepe)
- 1985: O’ Scarfalietto (Regie von Armando Pugliese)
- 1985: Don Giovanni (Regie von Armando Pugliese)
- 1986: Non ti pago (Regie von Luca De Filippo)
- 1988: Svenimenti (Regie von Antonio Calende)
- 1989: Flaiano-Silone-D’Annunzio (Regie von Giorgio Albertazzi)
- 1990: Memorie di Adriano (Regie von Maurizio Scaparro)
- 1991: Aida (Regie von Armando Pugliese)
- 1992: Questi fantasmi! (Regie von Luca De Filippo)
- 1994: Casa di frontiera (Regie von Gigi Proietti)
- 1995: Attori comici affittasi (Regie von Gigi Savoia)
- 1995: Na mugliera zitella (Regie von Gigi Savoia)
- 1995: Non mangiare il pollo con le dita (Regie von Gigi Savoia)
- 1995: Il monaco nel letto (Regie von Gigi Savoia)
- 1996: Morte di carnevale (Regie von Gigi Savoia)
- 1996: Pescatori (Regie von Gigi Savoia)
- 1996: Vico (Regie von Gigi Savoia)
- 1997: Toledo di notte (Regie von Gigi Savoia)
- 1997: Assunta Spina (Regie von Gigi Savoia)
- 1997: Napoli 1900 (Regie von Gigi Savoia)
- 1997: Don Giovanni (Regie von di Franco Però)
- 1997: Il matrimonio di Figaro (Regie von di Mico Galdieri)
- 1998: L’ultimo scugnizzo (Regie von Gigi Savoia)
- 1999: La Figliata (Regie von Gigi Savoia)
- 1999: Re Minore (Regie von Gigi Savoia)
- 2000: I casi sono due (Regie von Gigi Savoia)
- 2003: Vuoto di scena (Regie von Gigi Savoia)
- 2003: A’ Nanassa (Regie von Gigi Savoia)
- 2003: Ci sta un francese, un inglese e un napoletano (Regie von Eduardo Tartaglia)
- 2004: Ridi Pagliaccio Ridi – (Regie von Gigi Savoia)
- 2004: Amare Donne all’Infinito – (Regie von Gigi Savoia)
- 2005: Comico Napoletano – (Regie von Gigi Savoia)
- 2005: I veri fantasmi – (Regie von Peppe Miale)
- 2006: L’ultimo scugnizzo – (Regie von Gigi Savoia)
- 2006: L’ultimo giorno di un condannato a morte – (Regie von Gigi Savoia)
- 2003–2006: Napoli milionaria! (Regie von Francesco Rosi) als Enrico "Settebellizze"
- 2006–2008: Le voci di dentro (Regie von Francesco Rosi) als Pasquale Cimmaruta